# Franck Ohandza
Franck Ohandza (Ngong, Camerún, 28 de septiembre de 1991) es un futbolista camerunés. Juega de delantero y su equipo actual es el Henan Jianye de la Superliga de China.

## Selección
| Selección        | Año  | PJ | Goles |
| ---------------- | ---- | -- | ----- |
| Selección Sub-20 | 2011 | 4  | 1     |

## Clubes
| Club                    | País      | Año         |
| ----------------------- | --------- | ----------- |
| Buriram United          | Tailandia | 2011 - 2013 |
| Greuther Furth (cedido) | Alemania  | 2012 - 2013 |
| Iraklis Psachna F.C.    | Grecia    | 2013 - 2014 |
| NK Radnik Sesvete       | Croacia   | 2014 - 2015 |
| Hajduk Split            | Croacia   | 2015 - 2018 |
| Shenzhen FC             | China     | 2018 - 2019 |
| Henan Jianye            | China     | 2019 -      |